# Krzysztof Skubiszewski

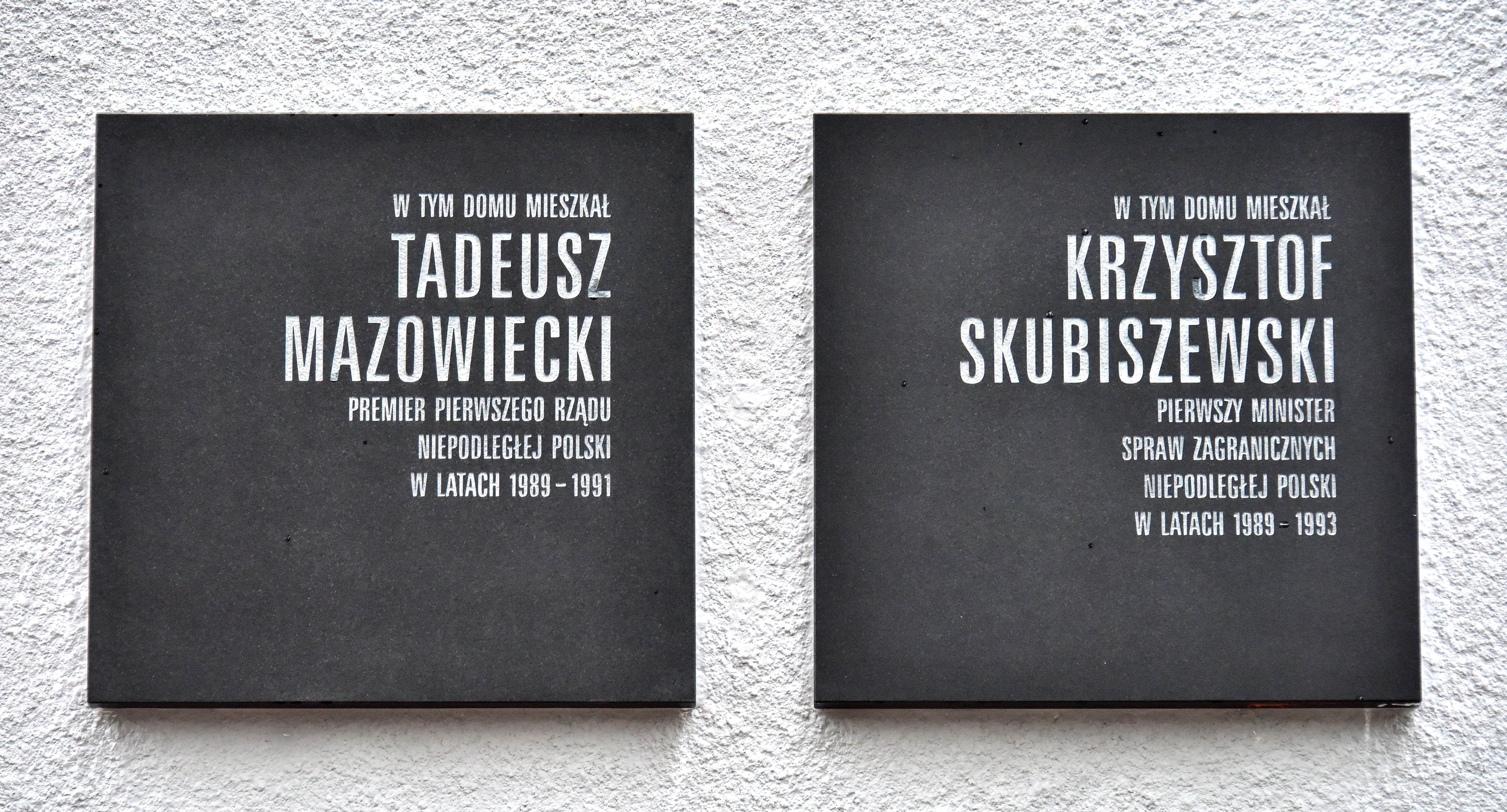
Tablica pamiątkowa na budynku przy ul. Lewickiej 13/15 w Warszawie, w którym mieszkał Krzysztof Skubiszewski

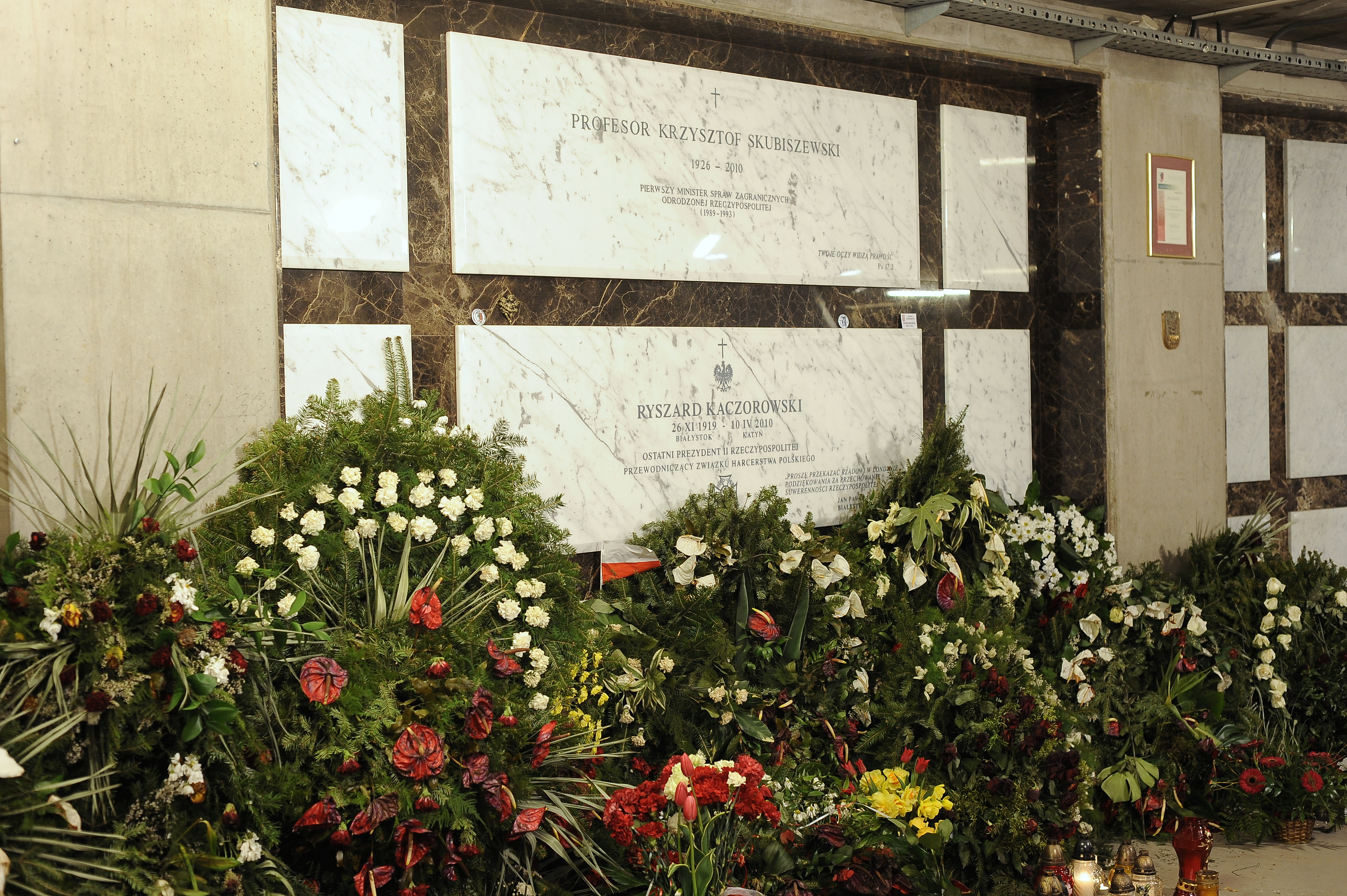
Krypta Krzysztofa Skubiszewskiego w Panteonie Wielkich Polaków Świątyni Opatrzności Bożej

Krzysztof Jan Skubiszewski (ur. 8 października 1926 w Poznaniu, zm. 8 lutego 2010 w Warszawie) – polski naukowiec i polityk, profesor nauk prawnych, specjalista w zakresie prawa międzynarodowego, w latach 1989–1993 minister spraw zagranicznych w czterech kolejnych rządach. Kawaler Orderu Orła Białego.

## Życiorys
W 1939 został wraz z rodziną przez Niemców wypędzony do Generalnego Gubernatorstwa. Od 1940 do 1944 mieszkał w Warszawie, gdzie uczęszczał w ramach tajnych kompletów do szkoły średniej. Po powstaniu warszawskim znalazł się wraz z rodziną na Podlasiu. W 1945 uzyskał maturę w Białej Podlaskiej. W 1949 ukończył studia na Wydziale Prawno-Ekonomicznym Uniwersytetu Poznańskiego. W 1950 uzyskał stopień doktora na podstawie pracy pt. Warunki uzyskania członkostwa Organizacji Narodów Zjednoczonych. Promotorem jego doktoratu był Antoni Peretiatkowicz. Habilitował się w 1960 na podstawie rozprawy pt. Pieniądz na terytorium okupowanym. Studium prawnomiędzynarodowe ze szczególnym uwzględnieniem praktyki niemieckiej.
Był pracownikiem naukowym Uniwersytetu Poznańskiego w latach 1948–1973. Uzyskał tytuły profesorskie, w tym w 1973 tytuł profesora zwyczajnego. Specjalizował się w zakresie prawa międzynarodowego. Wykładał we Francji, Szwajcarii, Stanach Zjednoczonych i Wielkiej Brytanii. Publikował prace naukowe i opracowania, był współautorem podręcznika do prawa międzynarodowego Prawo międzynarodowe publiczne. Zarys wykładu. Był członkiem korespondentem Polskiej Akademii Nauk oraz Polskiej Akademii Umiejętności i pracownikiem naukowym Instytutu Nauk Prawnych PAN.
Pozostał bezpartyjny, po 1980 działał w Niezależnym Samorządnym Związku Zawodowym „Solidarność” oraz w Wielkopolskim Klubie Politycznym „Ład i Wolność”. W latach 1981–1984 wchodził w skład Prymasowskiej Rady Społecznej, a w okresie 1986–1989 był członkiem Rady Konsultacyjnej przy przewodniczącym Rady Państwa Wojciechu Jaruzelskim.
12 września 1989 został powołany na stanowisko ministra spraw zagranicznych w gabinecie Tadeusza Mazowieckiego. Utrzymał tę funkcję w kolejnych gabinetach – Jana K. Bieleckiego, Jana Olszewskiego i Hanny Suchockiej (ministrem był do 26 października 1993). 14 listopada 1990 wraz z Hansem-Dietrichem Genscherem podpisał układ graniczny między Polską a Niemcami, gwarantujący uznanie przez RFN granicy na Odrze i Nysie. W okresie jego urzędowania zapoczątkowane zostały rokowania dotyczące członkostwa Polski w Organizacji Traktatu Północnoatlantyckiego (NATO). Negocjował także zawarty 17 czerwca 1991 polsko-niemiecki traktat o dobrym sąsiedztwie. W 1992 jego nazwisko pojawiło się na tzw. liście Macierewicza.
Po odejściu z rządu był przewodniczącym Trybunału Rozjemczego USA-Iran, a w latach 1993–2004 sędzią ad hoc Międzynarodowego Trybunału Sprawiedliwości w Hadze.
Zmarł 8 lutego 2010 po krótkiej chorobie związanej z kontuzją stawu biodrowego. Został pochowany 18 lutego tego samego roku w Panteonie Wielkich Polaków w Świątyni Opatrzności Bożej w Warszawie.

## Życie prywatne
Był synem Ludwika i bratem Piotra.

## Odznaczenia, wyróżnienia i upamiętnienie
Krzysztof Skubiszewski był odznaczony:
- Złotym Krzyżem Zasługi (1977)[7][8],
- Krzyżem Kawalerskim Orderu Odrodzenia Polski (1986)[3],
- Krzyżem Wielkim Orderu Odrodzenia Polski (1993[7][9]),
- Orderem Orła Białego (1999)[7][10],
- Odznaką Honorową „Bene Merito” (2009)[11]
- Krzyżem Wielkim Orderu Piusa IX (Stolica Apostolska, 1991)[7],
- Krzyżem Wielkim Orderu Zasługi Republiki Federalnej Niemiec (1991)[7],
- Krzyżem Wielkiego Oficera Orderu Legii Honorowej (Francja, 1991)[7],
- Krzyżem Wielkim Orderu Zasługi Chile (1991)[7],
- Krzyżem Wielkim Orderu Zasługi Republiki Węgierskiej (1994)[7],
- Orderem Zasługi Dyplomatycznej II klasy (Korea Południowa, 1991)[7][12],
- Krzyżem Wielkim Komandorskim Orderu Wielkiego Księcia Giedymina (Litwa, 2001)[7][13],
- Odznaką Honorową za Naukę i Sztukę I klasy (Austria, 2002)[7].

Otrzymał tytuł doktora honoris causa m.in. Uniwersytetu Kardynała Stefana Wyszyńskiego. Wspólnie z Hansem-Dietrichem Genscherem został laureatem ustanowionej w 1993 nagrody ministrów spraw zagranicznych Polski i Niemiec. W 1993 otrzymał Nagrodę im. Księdza Idziego Radziszewskiego Towarzystwa Naukowego Katolickiego Uniwersytetu Lubelskiego Jana Pawła II. W 2005 został uhonorowany polsko-niemiecką nagrodą Pomerania Nostra, przyznawaną ludziom szczególnie zasłużonym dla Pomorza Zachodniego i Przedniego w sztuce, nauce lub polityce.
W 2014 w Instytucie Zachodnim im. Zygmunta Wojciechowskiego w Poznaniu otwarto Gabinet Ministra Krzysztofa Skubiszewskiego. Również w tym samym okresie jego imieniem nazwano jedno z nowych rond w Poznaniu (dzielnica Junikowo). W 2017 na budynku przy ul. Lewickiej 13/15 na warszawskim Mokotowie, w którym mieszkał, odsłonięto tablicę pamiątkową. W 2020 jego imieniem nazwano aleję w stołecznym parku Tadeusza Mazowieckiego.